# Фатіха Будіаф
Фатіха Будіаф (1944, Оран) — алжирська громадська діячка.
Була одружена з колишнім президентом Алжиру Мохаммедом Будіафом. Після його вбивства в 1992 році, вона заснувала Фонд Boudiaf з метою допомоги алжирським вдовам.
Отримала Премію Принца Астурійського за міжнародне співробітництво в 1988 році.
Пані Будіаф засудила офіційне розслідування смерті її чоловіка, припускаючи, що це була не робота самотнього фанатика, а частина великої змови.